# Chiloglanis cameronensis
Chiloglanis cameronensis is een  straalvinnige vissensoort uit de familie van baardmeervallen (Mochokidae). De wetenschappelijke naam van de soort is voor het eerst geldig gepubliceerd in 1904 door Boulenger.
De soort staat op de Rode Lijst van de IUCN als niet bedreigd, beoordelingsjaar 2009.